# James McGill Buchanan Jr.
James McGill Buchanan Jr. (Murfreesboro, 3 de Outubro de 1919 — 9 de Janeiro de 2013) foi um economista americano conhecido por seu trabalho sobre a teoria da escolha pública (incluído no seu trabalho mais famoso, coescrito com Gordon Tullock, The Calculus of Consent, 1962), pelo qual recebeu o Prêmio Nobel Memorial em Ciências Econômicas em 1986. O trabalho de Buchanan iniciou pesquisas sobre como os interesses próprios de políticos e burocratas, maximização da utilidade e outros fatores não considerações de maximização de riqueza afetam sua tomada de decisão. Ele era membro do Conselho Consultivo do The Independent Institute, bem como do Institute of Economic Affairs, um membro (e por um tempo presidente) da Mont Pelerin Society, um distinto membro sênior do Cato Institute e professor da George Mason University.

## Ideias
O trabalho de Buchanan enfocou finanças públicas, dívida pública, votação, análise rigorosa da teoria do logrolling, macroeconomia, economia constitucional e teoria libertária.

### Abordagem para análise econômica
Buchanan foi o grande responsável pelo renascimento da economia política como uma atividade acadêmica. Ele enfatizou que a política pública não pode ser considerado apenas em termos de distribuição, mas em vez disso é sempre uma questão de definir as regras do jogo que geram um padrão de troca e distribuição. Seu trabalho na teoria da escolha pública é freqüentemente interpretado como a instância quintessencial do imperialismo econômico; no entanto, Amartya Sen argumentou que Buchanan não deveria ser identificado com o imperialismo econômico, uma vez que ele fez mais do que a maioria para introduzir a ética, o pensamento político jurídico e, de fato, o pensamento social na economia. Crucial para a compreensão do sistema de pensamento de Buchanan é a distinção que ele fez entre política e política. A política trata das regras do jogo, onde a política é focada nas estratégias que os jogadores adotam dentro de um determinado conjunto de regras. "Questões sobre quais são as boas regras do jogo estão no domínio da filosofia social, enquanto questões sobre as estratégias que os jogadores irão adotar dadas essas regras são do domínio da economia, e é o jogo entre as regras (filosofia social) e o estratégias (econômicas) que constituem o que Buchanan chama de economia política constitucional”.
Em 1972, como George McGovern, Buchanan apoiou uma alíquota de imposto marginal de 100% sobre todas as heranças acima de um certo valor.
Ao conduzir sua análise econômica, Buchanan usou o individualismo metodológico, a escolha racional, a maximização da utilidade individual e a política como troca.
A contribuição importante de Buchanan para o constitucionalismo é o desenvolvimento da subdisciplina da economia constitucional.
De acordo com Buchanan, a ética do constitucionalismo é a chave para a ordem constitucional e "pode ser chamado de mundo kantiano idealizado", onde o indivíduo "que está fazendo o pedido, junto com substancialmente todos os seus companheiros, adota a lei moral como regra geral para comportamento". Buchanan rejeita "qualquer concepção orgânica do estado como superior em sabedoria aos cidadãos deste estado". Essa posição filosófica forma a base da economia constitucional. Buchanan acreditava que toda constituição é criada para pelo menos várias gerações de cidadãos. Portanto, deve ser capaz de equilibrar os interesses do Estado, da sociedade e de cada indivíduo.

### Teoria da escolha pública
James Buchanan é considerado o arquiteto da teoria da escolha pública. A teoria da escolha pública se concentra no processo de tomada de decisão das pessoas dentro da esfera política. Buchanan usou os campos da economia e da ciência política para ajudar a desenvolver o Public Choice. Os mesmos princípios usados para interpretar as decisões das pessoas em um ambiente de mercado são aplicados à votação, lobby, campanha, e até mesmo candidatos. Buchanan afirma que o primeiro instinto de uma pessoa é tomar suas decisões com base em seus próprios interesses, que variam dos modelos anteriores em que os funcionários do governo agiam no melhor interesse dos constituintes. Buchanan explica a teoria da escolha pública como "política sem romance" porque, diz ele, muitas das promessas feitas na política pretendem parecer preocupadas com o interesse dos outros, mas na realidade são produtos de segundas intenções egoístas. De acordo com essa visão, as decisões políticas, em ambos os lados da cabine de votação, raramente são tomadas com a intenção de ajudar alguém que não seja aquele que toma a decisão. Buchanan argumenta que, ao analisar o comportamento dos eleitores e políticos, suas ações podem ser facilmente previstas.

## Publicações
Os trabalhos de Buchanan incluem
- Public Principles of Public Debt, 1958
- Fiscal Theory and Political Economy, 1960
- The Calculus of Consent (com Gordon Tullock), 1962
- Politics of Bureaucracy e Gordon Tullock, prefácio de James M. Buchanan (Washington: Public Affairs Press, 1965)
- Public Finance in Democratic Process, 1967
- Demand and Supply of Public Goods, 1968
- Cost and Choice, 1969
- The Limits of Liberty, 1975
- Democracy in Deficit (com Richard E. Wagner), 1977
- Freedom in Constitutional Contract, 1978
- What Should Economists Do? 1979
- The Power to Tax (com Geoffrey Brennan), 1980
- The Reason of Rules (com Geoffrey Brennan), 1985
- Liberty, Market and State, 1985
- Why I, Too, Am Not a Conservative: The Normative Vision of Classical Liberalism (Cheltenham UK: Edward Elgar), 2005
- Economics from the Outside In: Better than Plowing and Beyond (College Station: Texas A&M Press), 2007

Uma lista das publicações de Buchanan de 1949 a 1986 pode ser encontrada no Scandinavian Journal of Economics, 1987, 89(1), pp. 17–37.